# VivaAerobus
A VivaAerobus é uma companhia aérea mexicana.

## Frota

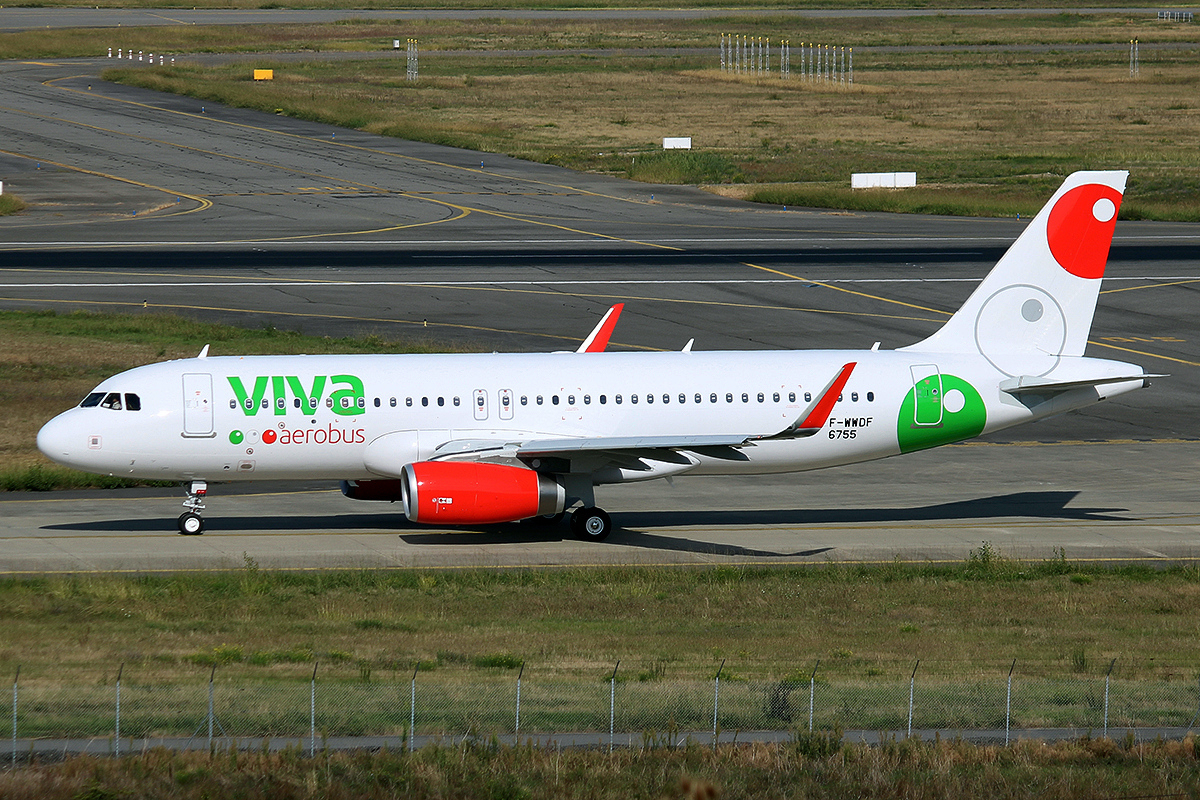
Airbus A320 da VivaAerobus.

Em março de 2021:
- 20 Airbus A320-200
- 20 Airbus A320neo
- 4 Airbus A321neo